# Castell'Azzara
Castell'Azzara est une commune italienne située dans la province de Grosseto en Toscane qui fait partie de l'union des communes de montagne Amiata-Grossetana.

## Géographie
La commune fait partie de la zone géographique dite Area del Tufo.

### Hameaux
Selvena

### Communes limitrophes
Piancastagnaio, Proceno, Santa Fiora, Semproniano, Sorano

## Histoire
Construit entre les XIe et XIIe siècles, Castell'Azzara est rappelé en 1216 comme appartenant à la campagne Aldobrandesco de la branche de Santa Fiora et a toujours été dans le viseur des villes voisines de Sienne et d'Orvieto. En 1297, il devint le territoire de la famille Baschi d'Orvieto, jusqu'à ce qu'il revienne aux Aldobrandeschi jusqu'en 1439, date à laquelle il passa à la famille Sforza à la suite du mariage entre Cecilia Aldobrandeschi et Bosio Sforza. Castell'Azzara a depuis suivi le destin de Santa Fiora toute proche, finissant ensuite annexée au Grand-Duché de Toscane au XVIIe siècle. À la fin du XVIIIe siècle, la famille Menichetti devint seigneur féodal des Sforza, s'unissant plus tard aux comtes Ricci et conservant, comme Ricci Menichetti, une présence importante jusqu'au début du XXe siècle.
Important centre minier entre le XIXe et le XXe siècle, c'est aujourd'hui un petit village peu peuplé perché sur le versant oriental du Monte Civitella.

## Monuments et lieux d'intérêt
- L'église de La Madonna del Rosario (1525-1550).
- L'église de San Gregorio Magno.
- La Villa Sforzesca (1576),  l'imposante résidence des Sforza.
- La Rocca di Castell'Azzara (1212), forteresse aldobrandesque avec une base escarpée et flanquée d'une tour, l'actuelle Tour de l'Horloge, élevée dans les années cinquante du XXe siècle.
- La Rocca Silvana (IXe siècle) à Selvena, possession de l'Abbaye San Salvatore al Monte Amiata.

## Galerie

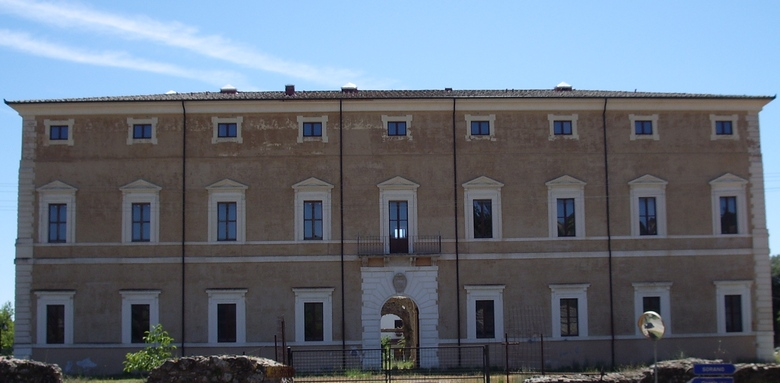
La Villa Sforcesca
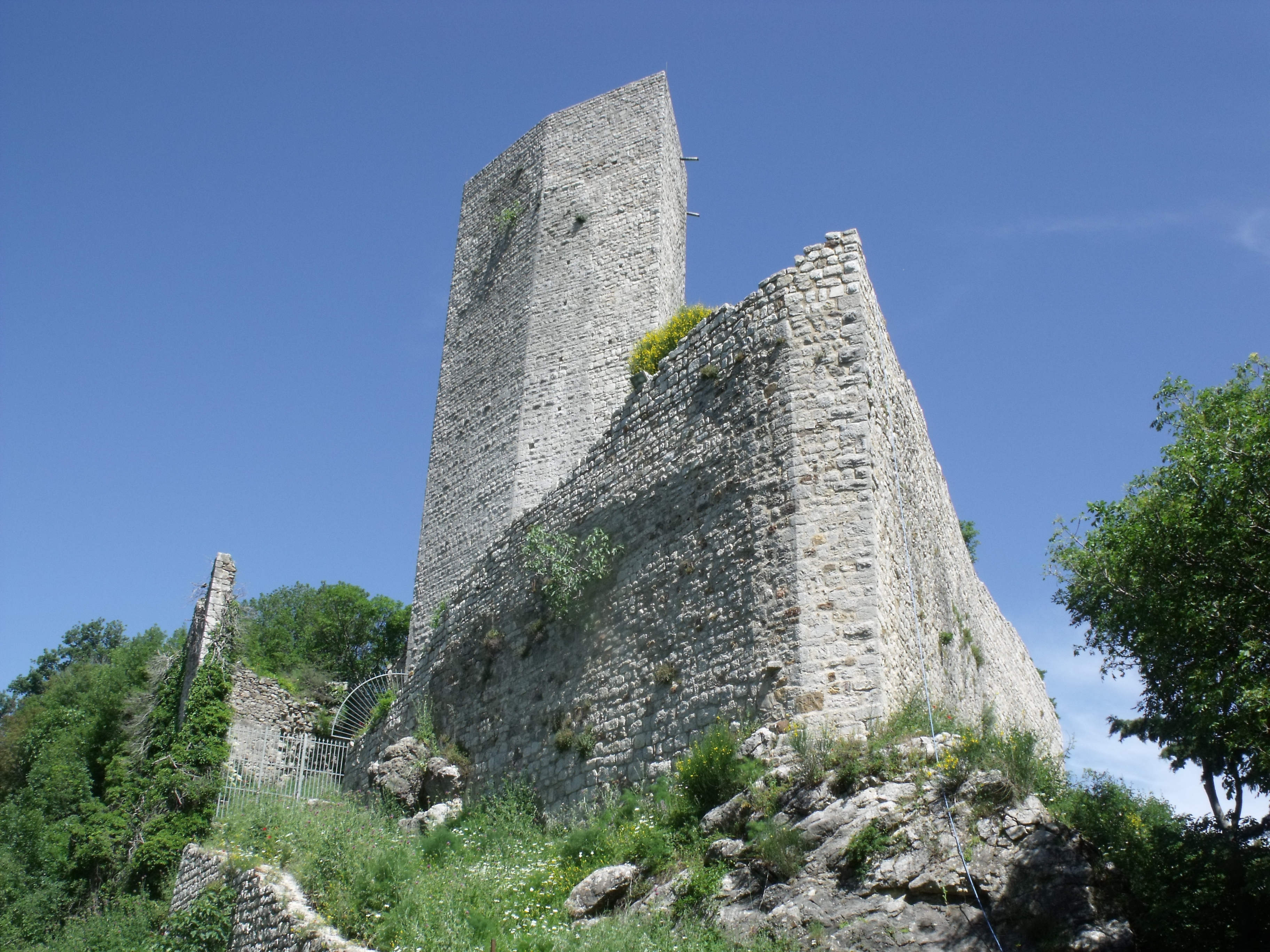
Rocca Silvana

## Aire protégée
- La réserve naturelle du Mont Penna créée en 1996.

## Administration
| Période                                  | Période | Identité | Étiquette | Qualité |
| ---------------------------------------- | ------- | -------- | --------- | ------- |
|                                          |         |          |           |         |
| Les données manquantes sont à compléter. |         |          |           |         |